# Ruth (Nevada)
Ruth ist eine 1903 gegründete Bergwerksstadt, die etwa acht Kilometer nordwestlich der Stadt Ely in White Pine County, Nevada, liegt. Das U.S. Census Bureau hat bei der Volkszählung 2020 eine Einwohnerzahl von 371 ermittelt. Ruth liegt am US-50.
1903 wurden in White Pine County bei Ely große Kupfervorkommen erschlossen. Am Rand der ersten großen Kupfermine wurde zunächst aus Zelten und Holzhütten eine Siedlung für die Minenarbeiter errichtet, die der Inhaber der Mine nach seiner einzigen Tochter Ruth nannte. Mit der Eröffnung der Nevada Northern Railway im Jahr 1906 begann die Kupferförderung zu boomen.
1910 wurde die Stadt bereits in geringer Entfernung zum ersten Mal neu errichtet. Ruth war eine company town: Die Häuser gehörten der Mine und die Stadt wurde von der Minengesellschaft Nevada Consolidated Copper Company verwaltet. Spielsalons und Bordelle waren, anders als in anderen Bergwerkssiedlungen, verboten. In der benachbarten Siedlung Riepetown, deren Überreste 1995 eingeebnet wurden, gab es 16 Saloons, Messerstechereien, Raub und Prügeleien waren an der Tagesordnung. Auch Arbeitskämpfe wurden oft blutig ausgefochten: Im Oktober 1912 wurden bei Schießereien mit Streikbrechern drei streikende Arbeiter getötet. Nevadas Gouverneur Tasker Oddie rief über Ruth das Kriegsrecht aus, um den Streik zu beenden.
1919 kam es erneut zu einem längeren, diesmal friedlichen Arbeitskampf unter Führung der Western Federation of Miners und der rätekommunistisch orientierten Gewerkschaft IWW. Zu Beginn der Weltwirtschaftskrise hatte Ruth 2300 Einwohner.
Die Kupferminen bei Ruth wechselten 1956 den Besitzer. Die alte Stadt Ruth wurde wegen Ausweitung des Tagebaus wiederum abgerissen. Der neue Eigentümer, die Kennecott Corporation, bot den Einwohnern den Bau einer neuen Stadt mit Häusern zu günstigen Preisen an. Die neue Siedlung wurde der Verwaltung des County unterstellt. Aufgrund der häufigen Umzüge bekam Ruth den Spitznamen „Reisende Stadt“ (travelling town). Unter verschiedenen Eigentümern wurde noch bis 1999 Kupfer im Tagebau abgebaut, die bewirtschafteten Gruben waren zuletzt 3,2 Kilometer lang, 1,6 Kilometer breit und rund 306 Meter tief.
Der Abbau von Kupfer und die Eisenbahn wurden jedoch 1999 eingestellt. Nur die Bahn wird als Museumsbahn des Nevada Northern Railway Museum zwischen Ruth und dem benachbarten Ely weiterbetrieben.
Ruth diente als Inspiration zu Stephen King’s Desperation.

## Persönlichkeiten
- Helen Delich Bentley (1923–2016), in Ruth geborene Politikerin